# Ornithoptera rothschildi
Ornithoptera rothschildi is een vlinder uit de familie van de pages (Papilionidae).

## Kenmerken
De spanwijdte van het vrouwtje is ongeveer 15 cm.

## Verspreiding en leefgebied
Deze vlindersoort is endemisch in het Arfakgebergte in het noordwesten van Nieuw-Guinea op een hoogte van 1800 tot 2400 meter, in een ontoegankelijk gebied met ravijnen en dalen, waar ze goed beschut zijn tegen de harde wind.